# Bello Horizonte, Mexiko
Bello Horizonte är en ort i Mexiko.   Den ligger i kommunen Morelia och delstaten Michoacán de Ocampo, i den södra delen av landet, 220 km väster om huvudstaden Mexico City. Bello Horizonte ligger 1 889 meter över havet och antalet invånare är 197.
Terrängen runt Bello Horizonte är kuperad åt sydväst, men åt nordost är den platt. Runt Bello Horizonte är det tätbefolkat, med 493 invånare per kvadratkilometer. Närmaste större samhälle är Morelia, 6,2 km öster om Bello Horizonte. Runt Bello Horizonte är det i huvudsak tätbebyggt.